# 東経45度線
東経45度線（とうけい45どせん）は、本初子午線面から東へ45度の角度を成す経線である。北極点から北極海、ヨーロッパ、アジア、アフリカ、インド洋、南極海、南極大陸を通過して南極点までを結ぶ。東経45度線は、西経135度線と共に大円を形成する。

## 通過する地域一覧
東経45度線は、北極点から南極点まで南に向かって以下の場所を通っている。
| 地理座標                                             | 国土・領土・領海 | 備考                                                      |
| ---------------------------------------------------- | ---------------- | --------------------------------------------------------- |
| 北緯90度0分 東経45度0分 / 北緯90.000度 東経45.000度  | 北極海           |                                                           |
| 北緯80度37分 東経45度0分 / 北緯80.617度 東経45.000度 | ロシア           | ゼムリャ・アレクサンドラ                                  |
| 北緯80度35分 東経45度0分 / 北緯80.583度 東経45.000度 | バレンツ海       |                                                           |
| 北緯68度32分 東経45度0分 / 北緯68.533度 東経45.000度 | ロシア           | カニン半島                                                |
| 北緯67度30分 東経45度0分 / 北緯67.500度 東経45.000度 | バレンツ海       | チェシャ湾（英語版）                                      |
| 北緯67度18分 東経45度0分 / 北緯67.300度 東経45.000度 | ロシア           |                                                           |
| 北緯42度43分 東経45度0分 / 北緯42.717度 東経45.000度 | ジョージア       |                                                           |
| 北緯41度18分 東経45度0分 / 北緯41.300度 東経45.000度 | アルメニア       |                                                           |
| 北緯41度3分 東経45度0分 / 北緯41.050度 東経45.000度  | アゼルバイジャン | ユハリ・アスキバラ（英語版）（ アルメニアに囲まれた飛地） |
| 北緯41度0分 東経45度0分 / 北緯41.000度 東経45.000度  | アルメニア       | セヴァン湖を通過                                          |
| 北緯39度44分 東経45度0分 / 北緯39.733度 東経45.000度 | アゼルバイジャン | ナヒチェヴァン自治共和国（飛地）                          |
| 北緯39度25分 東経45度0分 / 北緯39.417度 東経45.000度 | イラン           |                                                           |
| 北緯36度45分 東経45度0分 / 北緯36.750度 東経45.000度 | イラク           |                                                           |
| 北緯29度10分 東経45度0分 / 北緯29.167度 東経45.000度 | サウジアラビア   |                                                           |
| 北緯17度24分 東経45度0分 / 北緯17.400度 東経45.000度 | イエメン         |                                                           |
| 北緯12度46分 東経45度0分 / 北緯12.767度 東経45.000度 | インド洋         | アデン湾                                                  |
| 北緯10度27分 東経45度0分 / 北緯10.450度 東経45.000度 | ソマリア         | ソマリランド                                              |
| 北緯8度40分 東経45度0分 / 北緯8.667度 東経45.000度   | エチオピア       |                                                           |
| 北緯4度56分 東経45度0分 / 北緯4.933度 東経45.000度   | ソマリア         |                                                           |
| 北緯1度51分 東経45度0分 / 北緯1.850度 東経45.000度   | インド洋         | マヨット島のすぐ西を通過                                  |
| 南緯16度8分 東経45度0分 / 南緯16.133度 東経45.000度  | マダガスカル     |                                                           |
| 南緯25度30分 東経45度0分 / 南緯25.500度 東経45.000度 | インド洋         |                                                           |
| 南緯60度0分 東経45度0分 / 南緯60.000度 東経45.000度  | 南極海           |                                                           |
| 南緯67度46分 東経45度0分 / 南緯67.767度 東経45.000度 | 南極大陸         | オーストラリア南極領土（ オーストラリアが領有権主張）     |